# 꼬리풀
꼬리풀(Veronica linariifolia)은 한국·일본 등지에 분포하는 여러해살이풀이다.

## 생김새
높이 40-70cm 정도이다. 줄기는 대부분 갈라지거나 모여나며 곧게 선다. 잎은 마주나거나 어긋나며 바소꼴 또는 줄모양 바소꼴로 잎자루가 없다. 잎길이 4-8cm, 나비 5-8mm로 특히 뒷면 맥 위에 굽은 털이 있고 윗부분에 톱니가 약간 있다. 꽃은 청자색으로 줄기 끝가지에 총상꽃차례를 이루며, 꽃차례는 길이 10-30cm로서 촘촘히 나온다. 꽃부리는 지름 6mm로서 4갈래로 갈라지고, 수술은 2개이다. 꽃받침은 길이 2mm로서 4조각이고 끝이 날카로우며, 포엽은 줄 모양이고 꽃대와 거의 같은 길이이다. 열매는 삭과로 납작한 원형이다. 꽃은 7-8월에 피고 열매는 9-10월에 익는다. 흰꽃이 피는 것을 흰꼬리풀(V. l. for. alba), 잎이 넓은 바소꼴 또는 달걀모양의 긴 타원형인 것을 큰꼬리풀(V. l. var. dilatata)이라고 한다.

## 쓰임새
꽃을 포함한 모든 부분을 약재로 쓴다. 진통, 진해, 거담, 이뇨 효과가 있는 것으로 알려졌다. 산꼬리풀, 긴산꼬리풀도 함께 쓰인다. 관상용으로 주로 쓰인다.

## 재배 및 관리
키가 크게 자라는 식물이어서 화분에 심어서는 꼬리풀의 분위기를 충분히 내기 어려울 것 같지만, 분재 가꾸듯이 하면 식물의 키가 작아진다. 납작하고 넓은 화분에 여러 포기를 모아심으면 된다. 산모래에 20~30퍼센트의 부엽을 섞은 흙에 심는데, 모래의 입자가 굵으면 물빠짐이 좋아진다.